# Böhme (Niedersachsen)
Böhme ist eine Gemeinde im Landkreis Heidekreis in Niedersachsen.

## Geographie

### Geographische Lage
Böhme liegt zwischen Walsrode und Hannover nördlich der Aller an der Böhme. Die Gemeinde gehört der Samtgemeinde Rethem/Aller an, die ihren Verwaltungssitz in der Stadt Rethem (Aller) hat.

### Gemeindegliederung
Die vier Ortsteile der Gemeinde sind:
- Böhme
- Bierde
- Altenwahlingen
- Kirchwahlingen

## Geschichte
Seine erste urkundliche Erwähnung fand der Ort Böhme am 22. Januar 1412 in einer Verkaufsurkunde als „Bomene“. Um 1670 gab es im Ort 16 Hofstellen sowie die beiden freien adeligen Güter „von dem Knesebeck“ und „von Schleppegrell“. Ab 1709 erfolgte die Erweiterung des Gutshofs „von Schleppegrell“ zu einer barocken Anlage mit Herrenhaus und Lustgarten, dem heutigen Gut Böhme.
Am 1. März 1974 wurde die Gemeinde aus den bis dahin selbstständigen Gemeinden Böhme, Altenwahlingen, Bierde und Kirchwahlingen gebildet. Die Gemeinde ist seitdem eine der vier Mitgliedsgemeinden der Samtgemeinde Rethem (Aller).

## Politik

### Gemeinderat
Der Gemeinderat der Gemeinde Böhme besteht aus neun Ratsfrauen und Ratsherren. Die Mitglieder werden durch eine Kommunalwahl für jeweils fünf Jahre gewählt.
Bei der Kommunalwahl 2021 ergab sich folgende Sitzverteilung:
- Wählergemeinschaft Böhme (WGB): 9 Sitze

### Bürgermeister
Der ehrenamtliche Bürgermeister ist seit 2016 Gert Jastremski. Seit der Kommunalwahl 2011 werden die Verwaltungsgeschäfte nicht mehr vom Bürgermeister, sondern von einem Gemeindedirektor wahrgenommen. Gemeindedirektor ist seit 2021 Samtgemeindebürgermeister Björn Symank.
Bürgermeister der Gemeinde Böhme:
- Heinrich Hogrefe (1921–2008): 1974–1991
- Heinz-Wilhelm Korte (1938–2022): 1991–2006
- Wolfgang Meinecke (* 1952): 2006–2011
- Gert Jastremski (* 1957): seit 2011

Gemeindedirektoren der Gemeinde Böhme:
- Cort-Brün Voige (* 1962): 2011–2021
- Björn Symank (* 1978): seit 2021

## Kultur und Sehenswürdigkeiten

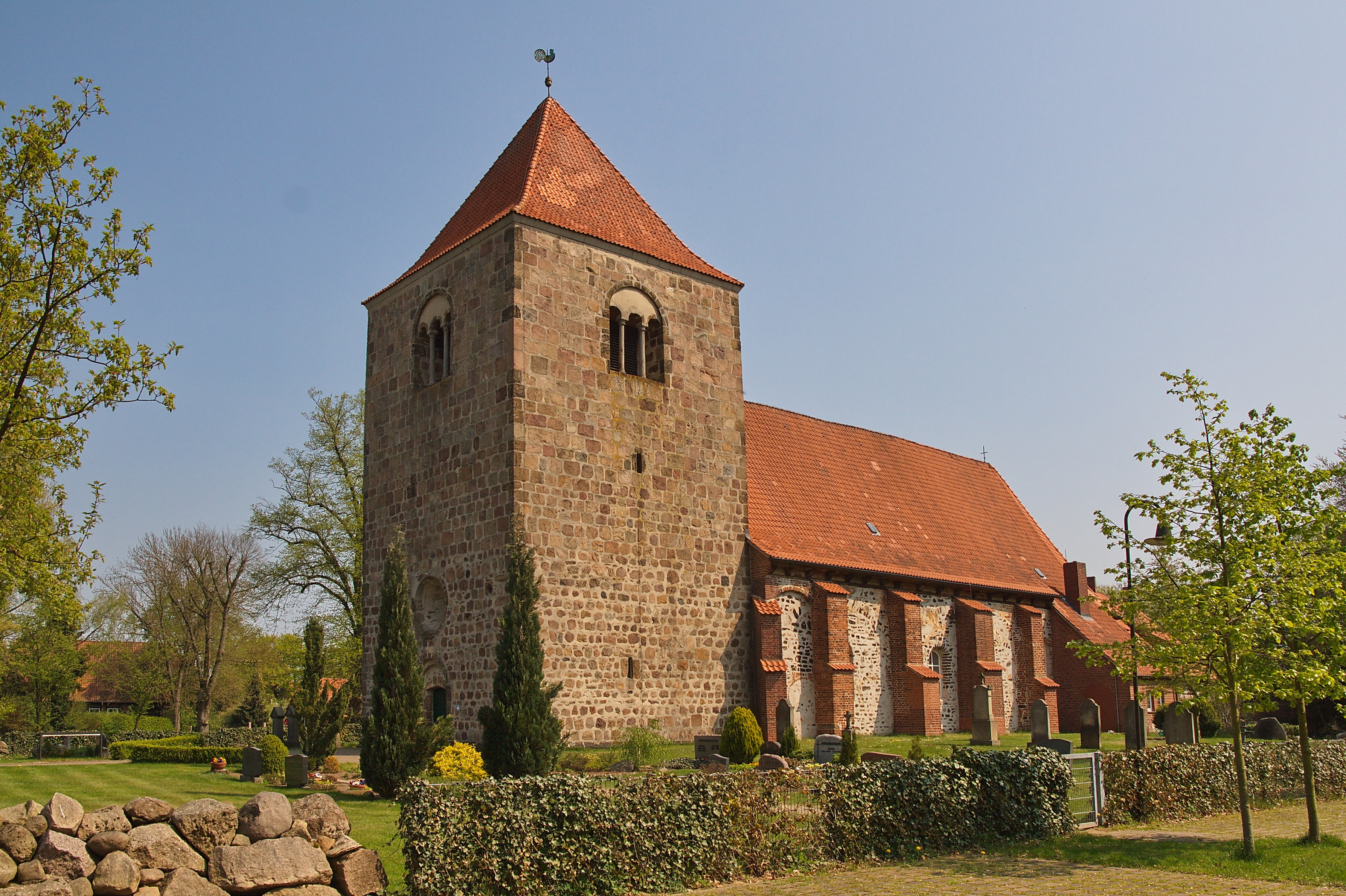
Kirche Zum heiligen Kreuz in Kirchwahlingen

- Die Kirche Zum heiligen Kreuz befindet sich im Ortsteil Kirchwahlingen, deren Feldsteinturm im 12. Jahrhundert errichtet wurde. Sie wurde um das Jahr 945 gegründet, das erste Gebäude vermutlich als Holzbau.[4]
- Das Rittergut Böhme liegt an der Landstraße von Hodenhagen nach Verden. Der Geheime Kriegsrat von Hattorf ließ im Jahre 1715 das jetzige Herrenhaus mit zwei Seitenhäusern errichten.[5]
- Die Gutskapelle wurde in der sehr seltenen Form eines Oktogons im englischen Baustil errichtet. Ihre Weihe erhielt sie im Jahr 1716 und trägt die Bezeichnung „Kapelle Jesu“.[6]
- Die Gutswassermühle befindet sich etwa zwei Kilometer vor der Mündung der Böhme in die Aller direkt am Rittergut. Erste Erwähnung findet sie im 17. Jahrhundert als Gutsmühle, jedoch wird ihre Errichtung wesentlich früher vermutet. Heute wird die Wasserkraft der Böhme in der Mühle zum Antrieb eines Stromgenerators benutzt, der den Bedarf des Gutes seit 1900 deckt und darüber hinaus etwa 70 % der erzeugten Energie in das öffentliche Stromnetz einspeist.[7]

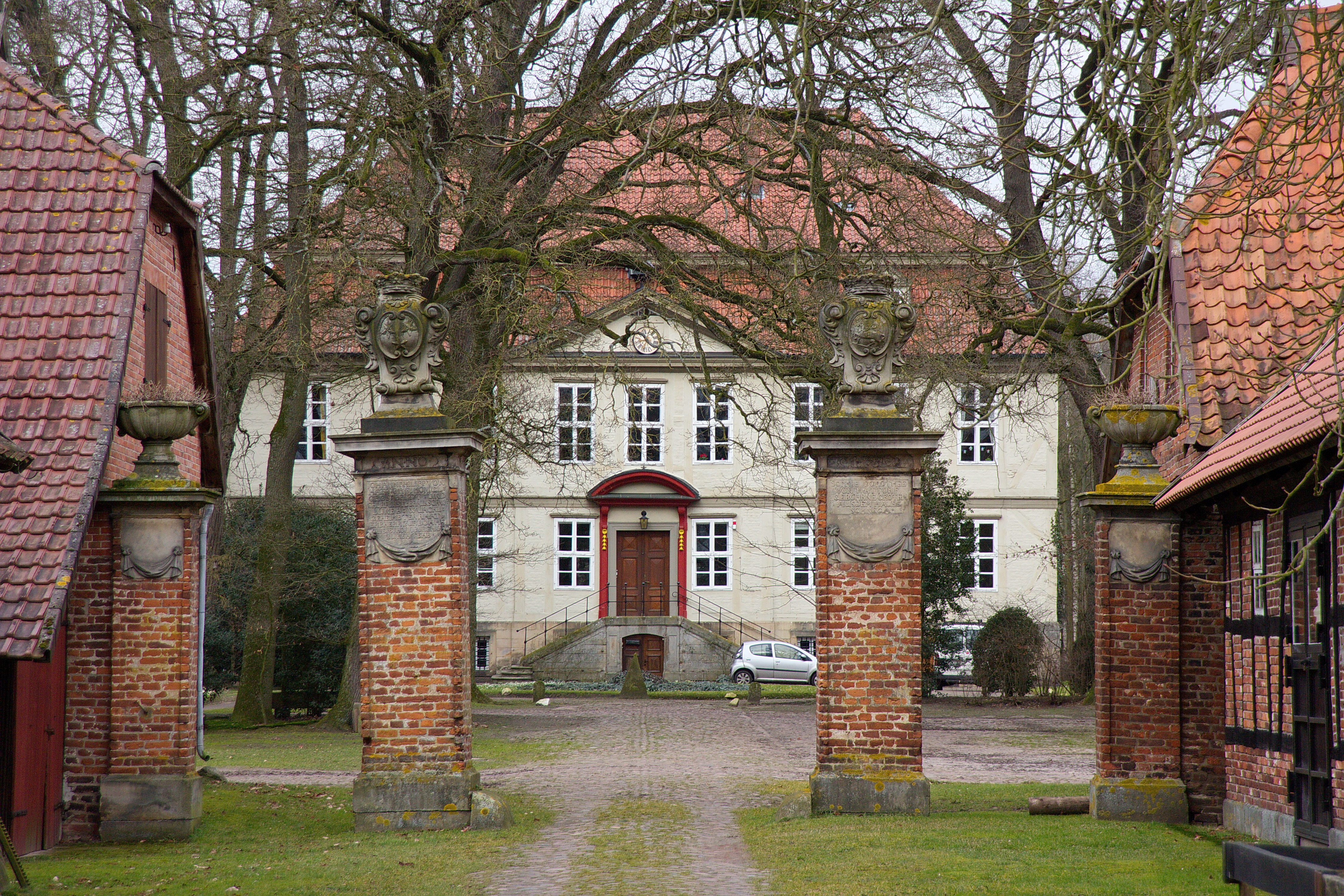
Rittergut Böhme
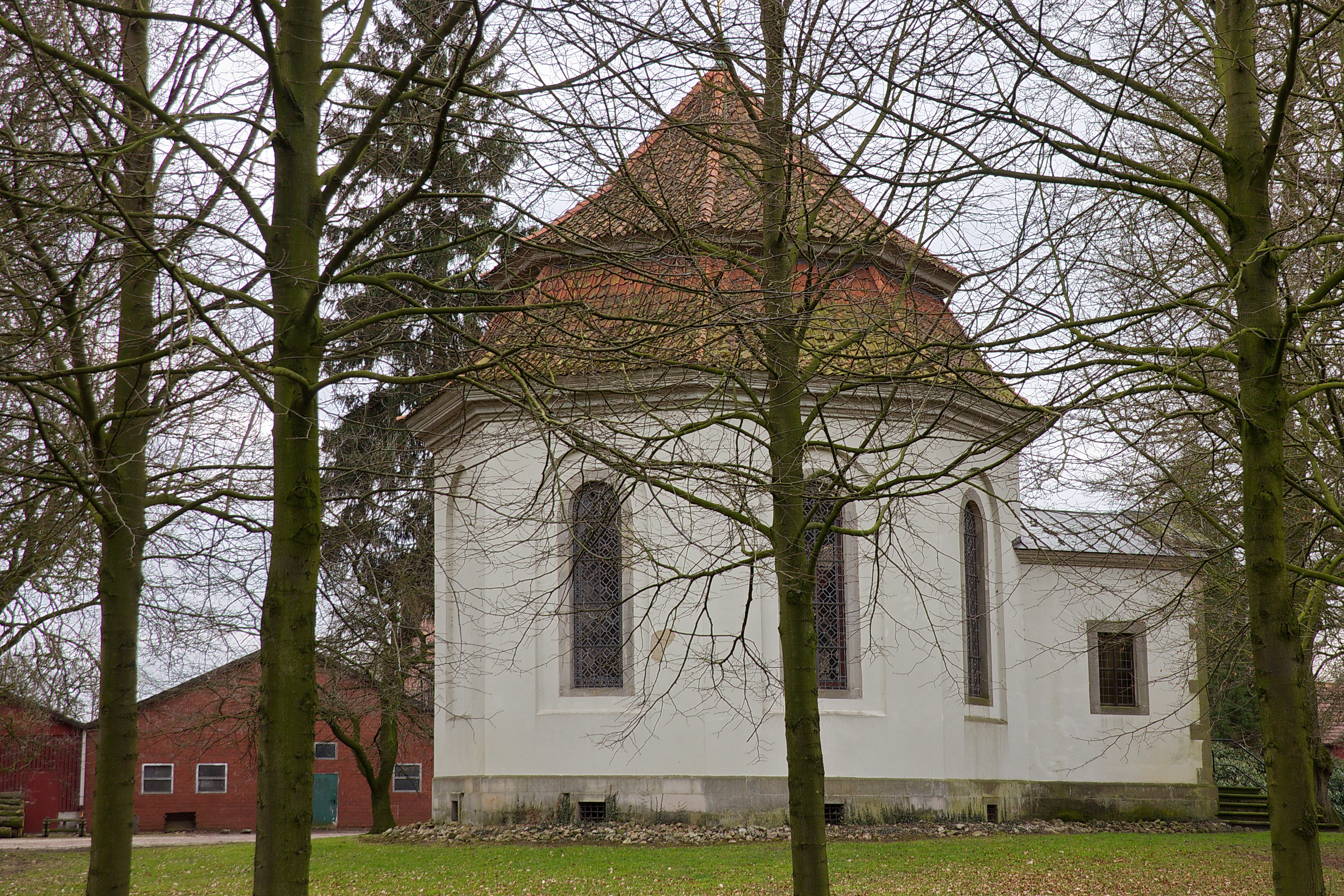
Kapelle auf dem Rittergut Böhme
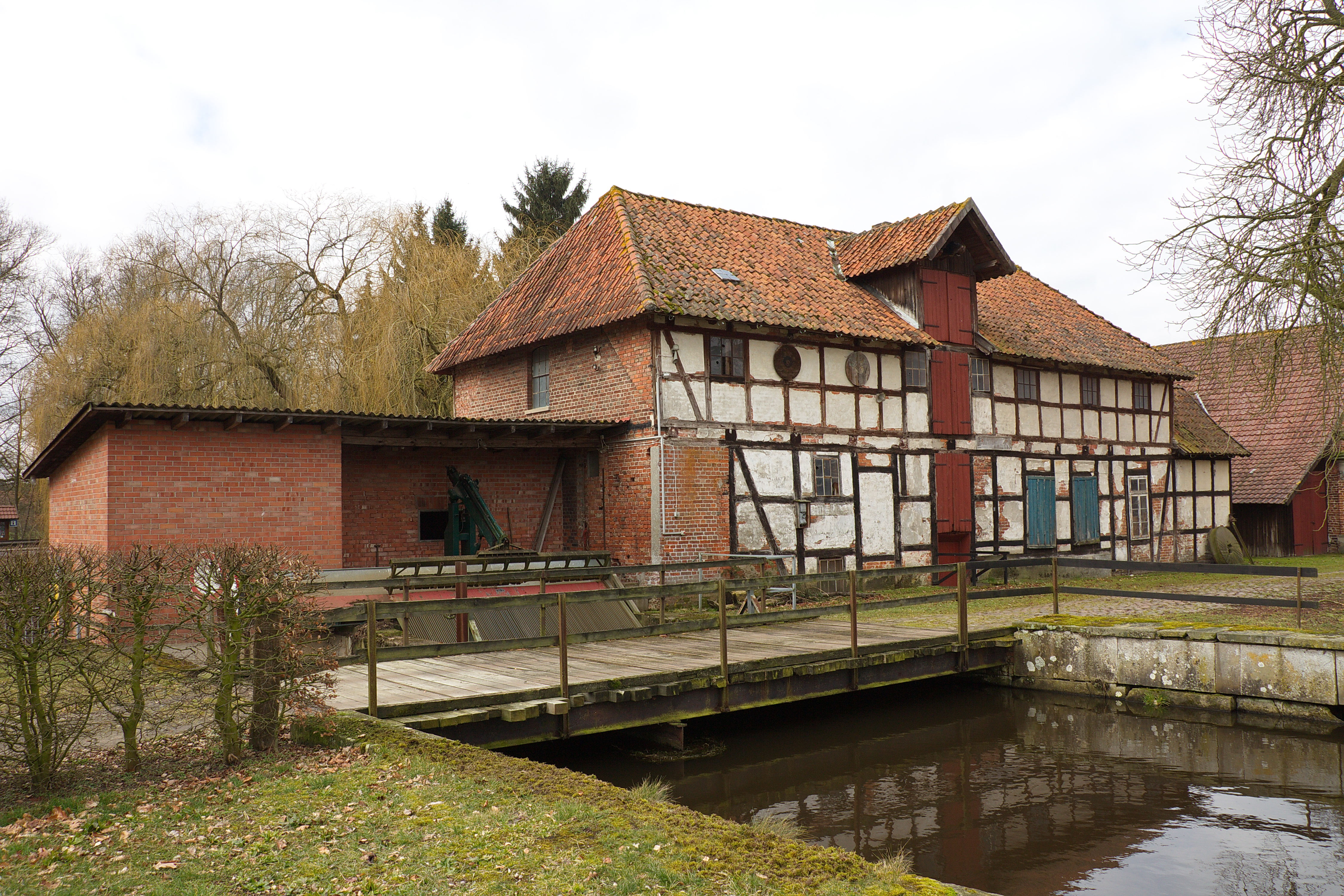
Wassermühle
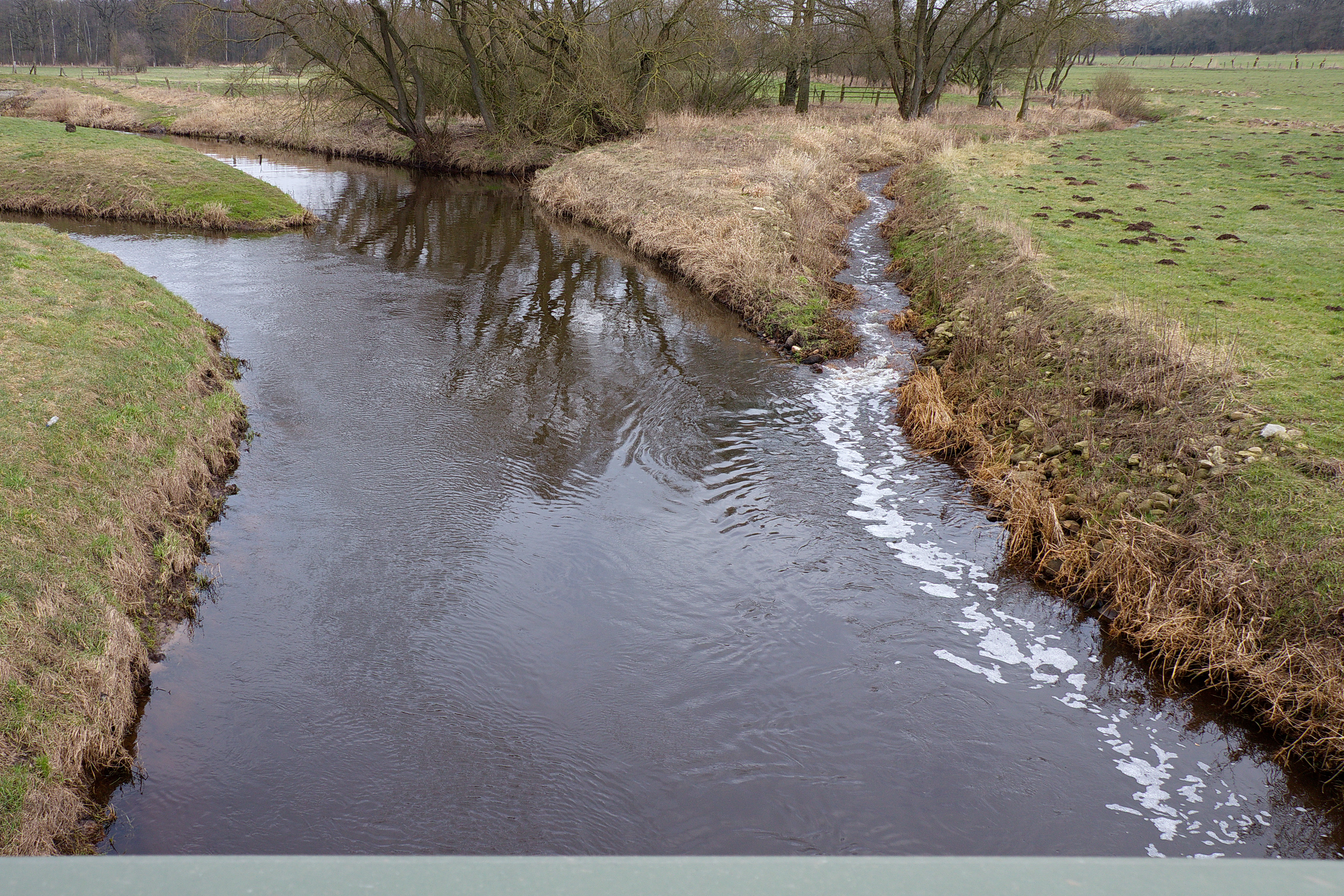
Fluss Böhme

## Wirtschaft und Infrastruktur
Die Autobahn A 27 liegt nördlich der Gemeinde. Die nächste Anschlussstelle ist in Walsrode ca. 8 km von Böhme entfernt. Böhme war im Schienengüterverkehr an die Bahnstrecke Verden (Aller)–Walsrode Nord (Walsroder Zweig) angeschlossen.

## Persönlichkeiten

### Mit der Gemeinde verbunden
- Alfred Dannenberg (* 1976), Politiker (AfD), lebt in Böhme